# Чжэн Фэнжун
Чжэн Фэнжун (кит. трад. 鄭鳳榮, упр. 郑凤荣, пиньинь Zhèng Fèngróng) (род. 1937, Цзинань, провинция Шаньдун) — китайская легкоатлетка, экс-рекордсменка мира по прыжкам в высоту.
Лёгкой атлетикой начала заниматься в 1953 году в средней школе. Первый результат в прыжках в высоту — 1,27 м. На своих первых соревнованиях (чемпионате Восточного региона) выступала за сборную провинции Шаньдун и заняла второе место в прыжках в высоту с результатом 1,38 м и стала чемпионкой в прыжках в длину с результатом 4,76 м. С 1953 года входит в состав национальной сборной Китая. В том же году на национальном чемпионате школьников устанавливает рекорд Китая — 1,45 м. После окончания средней школы обучалась в Центральном институте физической культуры, за это время улучшила свой личный рекорд с 1,48 до 1,61 м. В 1957 году вошла в число сильнейших спортсменок мира, показав на международных соревнованиях а Берлине 1,72 м.
17 ноября 1957 года на соревнованиях в Пекине она установила мировой рекорд (1,77 м), став первой китайской рекордсменкой мира. Китайская пресса называла её «ласточкой, возвестившей о наступлении весны китайского спорта». Китайские исследователи отмечают, что по интенсивности тренировок она вдвое превосходила иностранных соперниц. В 2007 году китайская газета China Daily сравнивала популярность Чжэн Фэнжун в 1950-е годы с нынешней популярностью Лю Сяна.
Поскольку в 1952—1984 годах Китай не участвовал в олимпийских играх, Олимпиаду 1956 года выиграла Милдред Макдениэл, мировой рекорд которой улучшила Чжэн Фэнжун. В течение своей спортивной карьеры и после ухода из большого спорта она получила официальное признание и награды как одна из первых успешных спортсменок КНР. Несмотря на преследования периода «Культурной революции», она впоследствии стала вице-президентом Государственной спортивной администрации.
В 1959 году Чжэн Фэнжун вышла замуж за прыгуна в высоту Дуань Цияня (Duan Qiyan, кит. 段其炎).
Член КПК с 1965 года.
Чжэн Фэнжун была одной из восьми атлетов, которые несли олимпийский флаг на церемонии открытия Олимпийских игр 2008 года в Пекине.

## Мировые рекорды
| Рез. | Спортсмен   | Страна | Место | Дата       |
| ---- | ----------- | ------ | ----- | ---------- |
| 1,77 | Чжэн Фэнжун | Китай  | Пекин | 17.11.1957 |